# Бонго бубањ
Бонго су афро-кубанске удараљке. Бубњеви могу бити различитих величина. Већи бубањ се назива hembra (женско), а мањи macho (мушко). Они су Мембранофони инструменти, односно инструменти који производе звук помоћу вибрације затегнуте мембране.
Бонго се углавном користи у ритам секцији сон кубана и салса ансамбала, често уз друге бубњеве као што су веће конге и тимбале са штапом. У овим групама, бонго играч је познат као бонгосеро и често свира континуални осмотактни образац који се зове мартило, као и више ритмички слободније делове, пружајући импровизацијске процвате и ритмички контрапункт.

## Историја
Бонго је настао у источном делу Кубе познатом као Оријенте, у деветнаестом веку. Бонго се користи у Кубанској музици Сон.
Бонго је дошао у западну Кубу на прелазу двадесетог века, када се Сон преселио у главни град Хавану. Са појавом Сон Монтуна у касним тридесетим, бонго свирачи (шп. bongoceros) су почели да свирају велика ручна бонго звоно током хорског (Монтуно) дела песме.

### Порекло и етимологија
Порекло бонга је углавном нејасно. Његова употреба је први пут документована у источном региону Кубе, у провинцији Оријенте, током касног 19. века, где је коришћен у музичким стиловима као што су ненгон, чангуи и њихов потомак, сон кубано. Према Фернанду Ортизу, реч бонго потиче од банту речи мгомбо или нгома, што значи бубањ. Он претпоставља да је реч еволуирала путем метатезе и сличности са другом бантском речју, мбонго. Према Ортизовим изворима из раног 20. века, велики бонго дел монте (планински бонго) који се користио у чангуију био је предак мањег бонга који се користио у сон кубану и салси.
Како су источнокубански извори објаснили Бенџамину Лапидусу, усмена традиција међу чангуи музичарима у Оријенту је да је бонго настао као замена за парове бокуса који су били пребачени преко колена свирача. Бокуси су високи бубњеви популарни у источним провинцијама, посебно током карневалских поворки, и представљени су у раним чангуи групама. На крају, ови бубњеви су пресечени на пола у бонго. Ово може објаснити зашто је бонго дел монте који се користи у чангуи већи од бонгоа који се користе у сону. У Олгину, слични бубњеви који се сматрају могућим прецима бонга су познати као тахона, што је можда била генеричка реч за бубањ на Куби и такође се односи на неповезан музички жанр. Други генерички термини који су коришћени за означавање бонга широм источне Кубе укључују тахонитас, тамбора, атамбора и тумба.
Боку/тахонско порекло бонга се слаже са опште прихваћеном идејом афро-кубанских историчара културе да бонго потиче од бантског модела бубњева из Централне Африке, препознатљивих по отвореном дну. Снажно историјско присуство Африканаца из региона Конго/Ангола на истоку Кубе (где се бонго први пут појавио) омогућава такав утицај, као и широка употреба термина бонго/бонко међу говорницима бантуа. Штавише, утицаји Централне Африке/Конга су такође документовани и у сон кубану и чангуи. У почетку је развој бонго бубња био паралелан са овим жанровима. Од таквих концептуалних афричких модела бубњева, бонго се даље развио на самој Куби, а неки историчари наводе да је причвршћивање два бубња каснији изум који се догодио на Куби. Због тога је инструмент описан као „афрички по концепту, али кубански по проналаску“. Ортизова хипотеза о пореклу бокуа је да је њихов високи необичан облик био резултат намерног избегавања бубњева „афричког изгледа“ од стране афро-кубанских музичара у време када је већина бубњева те врсте била забрањена.
Мање подржане хипотезе о пореклу бонга, углавном засноване на њиховој површној сличности са другим двоструким бубњевима, укључују кубанске пејле и тимбале (потекле од европских тимпана), арапске накере, северноафрички тбилат (који се називају „афрички глинени бонго“), индијска табла итд.

### Еволуција и популаризација
Бонго је ушао у кубанску популарну музику као кључни инструмент раних сон ансамбала, брзо постајући — због све веће популарности сона — „први инструмент са неоспорном афричком прошлошћу који је прихваћен у круговима кубанског „друштва“. О томе сведоче, на пример, песме Николаса Гијена. Како је сон еволуирао и удаљавао се од свог претходника, чангуија, тако су се развијали и бонгои. Бонгои који се користе у чангуи, познати као бонго де монте, већи су и ниже подешени од својих савремених пандана, имају главе уместо подесивог хардвера и свирају на начин сличан оловном конга бубњу (куинто) и другим фолклорним оловним бубњевима. За разлику од модерног сона, чангуи никада није проширио своју популарност изван источне Кубе, и стога су његови бонгои и даље редак призор. Опште је прихваћено да је сон стигао у Хавану делимично као резултат доласка музичара чланова кубанске ejército permanente (сталне војске), која је са собом донела музику са источне Кубе. Међу првим познатим бонгосерима који су се пријавили у сталну војску у Сантијаго де Куби био је Маријано Мена.
Током ере секстета, сон групе су почеле да наступају и обилазе више него икада раније, и по први пут су направљени снимци. У том контексту су први велики иноватори бонга оставили траг, а за разлику од њихових претходника, њихова имена нису изгубљена у времену. Од посебног значаја су били Оскар Сотолонго из Секстето Хабанеро и Хосе Мануел Кариера Инчарте „Ел Чино” из Секстето Национал, две водеће групе 1920-их и '30-их. Сам Сотолонго ће касније напустити Хабанеро и водити своју сопствену групу, Конџунто Типико Кубано. Његова замена је био Агустин Гутијерез „Манана“, који се сматра једним од најутицајнијих бонгосероса, делом због његовог положаја као члана Абакуа, што му је омогућило да развије технике засноване на екуе (тајном бубњу) бубњању таквог друштва. Године 1930, Сотолонгов син, Андрес Сотолонго, заменио је Гутијереза у Хабанеру. Деценијама касније, са 82 године, Андрес Сотолонго је снимљен за документарни филм Руте ритма где је свирао заједно са Исаком Овиједом.

„Кубанска влада је забранила ударање у афрички бонго бубањ. Ограничење носи тешке казне по основи тога што монотони одјеци изазивају стање дивљаштва код неуких слушалаца и стање иритације код других.”

Лајф магазин, 1929
Кубанска влада је 1929. године забранила бонго и друге бубњеве. Ова забрана је проширила забрану из 1925. године, која је забранила конгасе у контексту уличних карневала, али не и саме компарсе. Иронично, ову првобитну забрану донео је градоначелник Сантијаго де Кубе, Десидерио Арназ II, отац Деси Арназа, који је касније популаризовао конге, бонго и бокус широм Америке и света. Ову репресију афрокубанске културе осудили су песници афрокубанизма као што је Гилен, чији је „Canción del bongó“ (Песма о бонгу) објављен 1931. године.
Тридесетих година 20. века дошло је до повећања техничке вештине бонгосероса, о чему сведочи Клементе „Чичо“ Пикеро, чије су виртуозне перформансе инспирисале младог Монга Сантамарију да прихвати овај инструмент. До раних 1940-их, Сантамарија је постао мајстор инструмента, наступајући са Лекуона Кубан Бојс, Сонора Матанкера, Конџунто Матаморос и „Конџунто Сегундо“ Арсенија Родригеза између осталих. Арсенио је био пионир у конџунто формату тако што је укључио тумбадору (конга бубањ) у ритам секцију и имао дупли бонгосеро на крављем звону. Арсениов дугогодишњи бонгосеро био је Антолин „Папа Кила“ Суарез, који се често наводи као један од највећих свог времена заједно са Педром Меном из Конџунто Матаморос. Арсенијева група је такође помогла да се разбију расне баријере, што је посебно утицало на бонгосеросе. На пример, Оркуеста Касино де ла Плаја није дозволио њиховом црном бонгосеру Рамону Кастру да наступи на бини, нити је Арсенију био дозвољен на трес. Казино де ла Плаја би такође представљао бонгосера Кандидо Рекена, који се касније придружио Конџунто Кубавани и Конџунто Нијагари, и постао један од најистакнутијих кубанских произвођача бонгоса и тумбадора. Рекуена, као и браћа Вергара, били су инструментални у технолошком побољшању бонга и конга. Пре појаве механички подесивих бонга и конга 1940-их, оба инструмента су била подешавана са уљним или керозинским лампама. Топлота пламена је коришћена за контракцију главе бубња да би се постигао жељени звук.
Након популаризације тумбадора, Сантамарија је прешао на инструмент, док је остао близак пријатељ бонгосера Арманда Перазе. Обојица су се преселила у Њујорк до 1950. године, доносећи са собом своје музичке способности. Међу бонгосеросима који су остали на Куби били су и поменути Чичо Пикеро, који је постао близак пријатељ Бенија Мора у Мексику и постао бонгосеро његовог Банда Гиганта на Куби. Такође су важни током 1950-их били Папа Гофио из Конџунто Румбаване и Рохелио „Јејо“ Иглесијас, главни бонго свирач на хаванској дескарга сцени. Током 20. века, бонго се проширио широм Латинске Америке. У Доминиканској Републици, бонго је постао саставни део бачате, жанра повезаног са болеро који се појавио 1960-их.

## Технике
Бонго бубњеви производе релативно више тонове у односу на конга бубњеве. Већи бубањ се држи са десне стране уколико је особа дешњак. Најчешће се удара руком. Свира се тако што се удара ивица прстима или длановима.

## Познати уметници
- Џони „Денди“ Родригез
- Невероватни Бонго бенд
- Ричард Фејнман